# Boswil

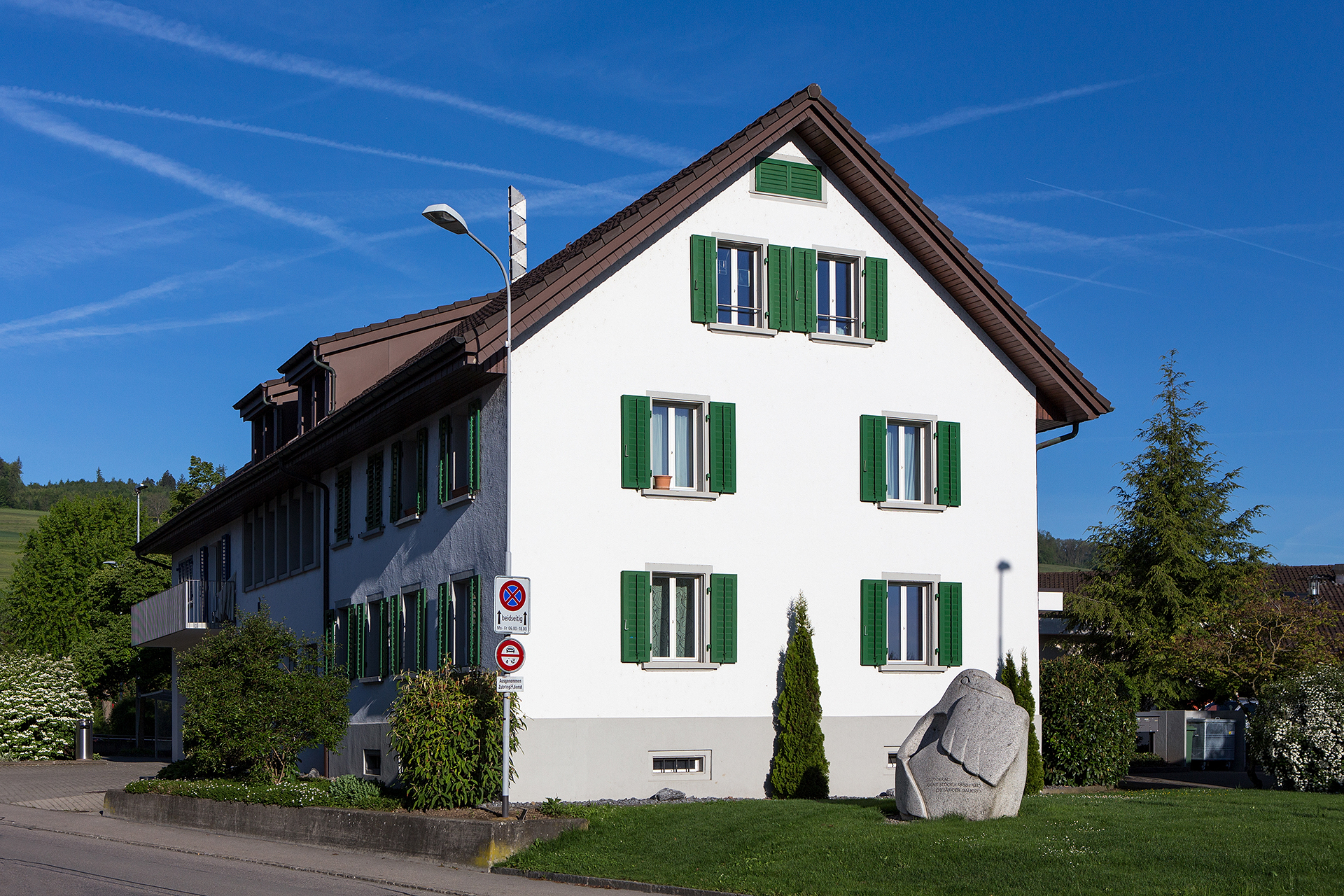
Kommunförvaltningen i Boswil.

Boswil (schweizertyska: Bosmel) är en ort och kommun i distriktet Muri i kantonen Aargau, Schweiz. Boswil ligger i mellersta Bünzdalen och har 3 124 invånare (2023).

## Geografi
Byn vid den västra kanten av den flacka Bünzdalen ligger vid foten av Lindenberg. Bergets östsluttning delas in i två dalar: i sydlig riktning sträcker sig den ned till 90 meter djupa Wissenbachsravinen, i västlig riktning den betydligt mindre utpräglade Forstbachsdalen. Ovanför Forstbäckens källa, mellan Egghau och kammen på Lindenberg ligger en högslätt med Feldenmoos, en på 1940-talet exploaterad högmosse med två dammar. Vattendragen Forstbach och Wissenbach rinner samman i mitten av byn, den senare mynnar ut i Bünz lite mer än en kilometer längre ner. En över tre kilometer lång landremsa sträcker sig i norr över Bünzslätten och når nästan ända till Waltenschwil.
Huvudsamhället Boswil består av ortsdelarna Unterdorf, Oberdorf, Vorstatt och Ritzizil, som har vuxit ihop med varandra. Det nybyggda området öster om järnvägen har vuxit samman med Bünzen. Gården Sentenhof, tidigare Muri klosters gods, ligger över två kilometer söder om byn vid kommungränsen, öster om Wissenbach.
Kommunens areal uppgår till 11,78 km², varav 2,58 km² utgör skogsmark och 1,28 km² bebyggelse. Kommunens högsta punkt finns på 704 meters höjd på Tannhölzli på Lindenbergs bergskam, den lägsta ligger 429 meter över havet vid floden Bünz.
Grannkommuner är Waltenschwil i norr, Bünzen i nordöst, Besenbüren och Aristau i öst, Muri i sydöst, Buttwil i syd, Bettwil i sydväst och Kallern i väst.

## Historia
Under den yngre stenåldern, mellan 8000 och 10 000 f.Kr., kunde de första invånarna slå sig ner vid den dåvarande fiskrika Bünzersee. Sjön slammade sedan igen och blev ett kärr. År 2007 upptäckte man i Eiboldeområdet söder om Boswil ett kar från tidig bronsålder tillhopa med fyra koppar och en intilliggande eldgrop. Karet, som var 82 centimeter högt och vid det bredaste stället 85 centimeter vitt och låg djupt nere i marken, var avsett för förvaring. 1930 uppdagades en keltisk griftegård från tiden omkring 350 till 325 f.Kr. Lämningar från romersk tid finns i form av murrester från lantgods på olika platser. St. Martinskapellet som invigdes 1111 står på grunden till en romersk bostadsanläggning.
Första omnämnandet av Bozwila finns i en källa från kyrkan Grossmünster i Zürich. Källen är inte daterad, men enligt de senaste forskningsrönen härstammar den från tiden mellan 874 och 887. Ortnamnet kommer från det fornhögtyska odet Pozinwila som betyder ’Pozos lantgods’. En annan markägare var nunneklostret Fraumünster i Zürich, som mot slutet av 800-talet lät uppföra en kyrka i Boswil. Patronatsrätten övergick först till habsburgarna, år 1380 till Hallwylätten och slutligen 1483 till Muri kloster. Habsburgarna var landsherrar och ägde den högre domsrätten.
År 1415 erövrade edsförbundet Aargau och Boswil blev nu huvudort över länet med samma namn i Freie Ämter-området, ett gemeine Herrschaft. År 1649 brann en tredjedel av byn ner. Efter andra villmergerkriget 1712 delades delade de segrande reformerta städerna Zürich, Bern och Glarus Freie Ämter i två delar. De drog en snörrät linje från kyrkan i Oberlunkhofen till galgplatsen i Fahrwangen. Linjen gick också genom Boswil och till och med rakt igenom några hus. Byns utveckling hämmades, när nu två olika rättssystem gällde. I mars 1798 marscherade fransmännen in i Schweiz och utropade en Helvetiska republiken. Boswil återförenades och var nu en kommun i distriktet Muri i den kortlivade kantonen Baden. Sedan 1803 hör kommunen till kantonen Aargau.
Under senare hälften av 1800-talet började industrialiseringen. Den 1 juni 1875 öppnade Wohlen–Muri-delen av Södra Aargaubanan. Från 1870 bröt man torv i sumpmarksområdet Bünzmoos, som uppstått genom att Bünzersjön slammat igen. På 1930- och 1940-talen uppstod verksamhet, som bröt torv på en yta som var över 200 hektar stort och på ett djup av sex meter. Andra verksamheter slog sig ned och Boswil utvecklades till en industriort. Med två undantag, under andra världskriget och 1970-talets lågkonjunktur, ökade folkmängden kontinuerligt.